# Sabellaria
Sabellaria Lamarck, 1818 è un genere della famiglia Sabellariidae di anellidi policheti.
La larva costruisce questi aggregati cementando la sabbia, dove  si infilerà metamorfosando in adulto.

## Specie
- Sabellaria alveolata
- Sabellaria cementarium
- Sabellaria floridensis
- Sabellaria gracilis
- Sabellaria spinulosa
- Sabellaria vulgaris